# Плато динозавров

Плато динозавров, Туркменистан

Плато динозавров (туркм. Dinozawrlar platosy) — лежащая на склоне гор Койтендаг в Лебапском велаяте Туркменистана большая известняковая плита. Известна тем, что на ней находится самое крупное в мире скопление следов динозавров, найденных в одном месте.

## Расположение
Плато динозавров располагается в трех километрах юго-западнее горного селения Ходжапиль (туркм. Hojapil) на высоте 1 500 метров на территории Койтендагского заповедника, в пределах Ходжапильского ландшафтно-палеонтологического заказника.

## Легенда
Местная туркменская легенда гласит, что отпечатки найденных конечностей крупных животных принадлежали слонам войска Александра Македонского, которые были оставлены во время его азиатского похода. Поэтому, находящееся неподалеку селение было названо Ходжапиль, что в переводе с туркменского языка означает «священные слоны».

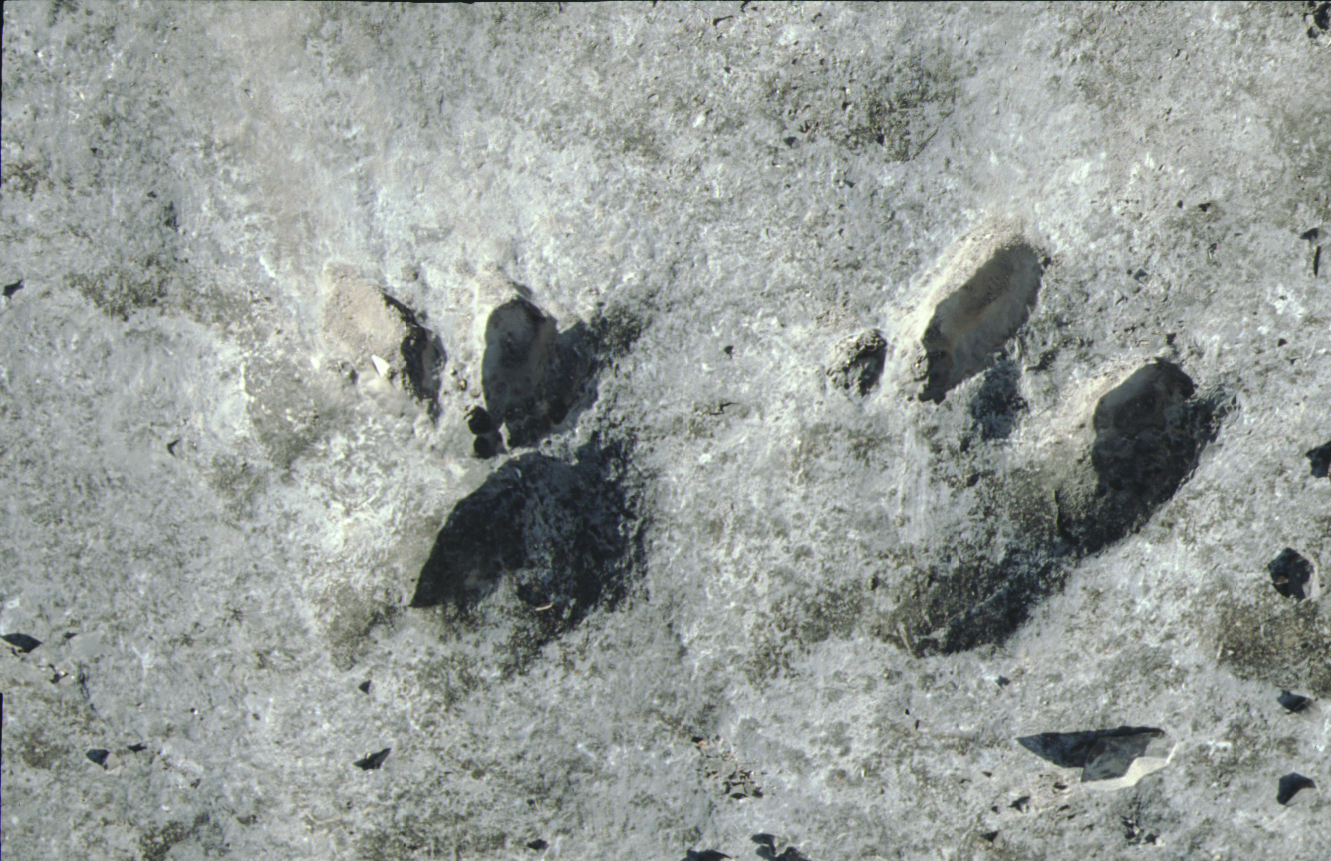
Плато динозавров, Туркменистан

## История изучения
Название селения и древнее предание о необычных следах указывают на то, что местные жители были осведомлены о них очень давно. Именно они указали местонахождение следов туркменским краеведам и геологам, которые сделали научные сообщения о нём во второй половине XX века. Постепенно о находке стало известно всему учёному миру, после чего Плато было обследовано специалистами Палеонтологического института и Института геологии Академии Наук СССР, его также неоднократно посещали группы студентов различных университетов.

## Описание

Плато динозавров, Туркменистан

Плато динозавров имеет примерно 400 метров в длину и 300 метров в ширину. На этой территории учеными было обнаружено около 3000 хорошо сохранившихся следов динозавров и 31 тропа. Такого количества отпечатков следов динозавров в одном месте в мире нигде больше не обнаружено. По 26 тропам передвигались мегалозавры, длина самых протяженных из них — 195 метров, 226 метров, 266 метров и 311 метров, что является «мировым рекордом». При этом следы мегалозавра — самые большие из всех найденных, и имеющих отношение к юрскому периоду. Все эти данные указывают на то, что Плато динозавров в Туркменистане является уникальным, не имеющим аналогов на планете. Помимо этого, на плато есть следы человекоподобных существ, соответствующие 43-му размеру обуви.

След человекоподобного существа на Плато динозавров.

Процесс появления Плато динозавров описывается учёными следующим образом. Около 145—150 миллионов лет назад, в конце Юрского периода, здесь было дно мелководной лагуны, по которой ходили огромные динозавры. Вскоре после этого вода отступила и бывшее дно высохло, превратившись в твёрдый пласт известняка. Через миллионы лет, в результате геологических процессов, столкнулись тектонические плиты и этот район образовал нагромождение скал. Плита, которая ранее лежала горизонтально, накренилась и поднялась на нынешнюю высоту. По прошествии ещё нескольких миллионов лет более мягкие породы были размыты водой и ветрами, и участок со следами динозавров был обнажён.

## Всемирное наследие ЮНЕСКО
В настоящее время, правительство Туркменистана проводит работу по включению Плато Динозавров в список Всемирного наследия ЮНЕСКО.